# Thamnochortus cinereus
Thamnochortus cinereus är en gräsväxtart som beskrevs av Hans Peter Linder. Thamnochortus cinereus ingår i släktet Thamnochortus och familjen Restionaceae. Inga underarter finns listade i Catalogue of Life.

## Bildgalleri

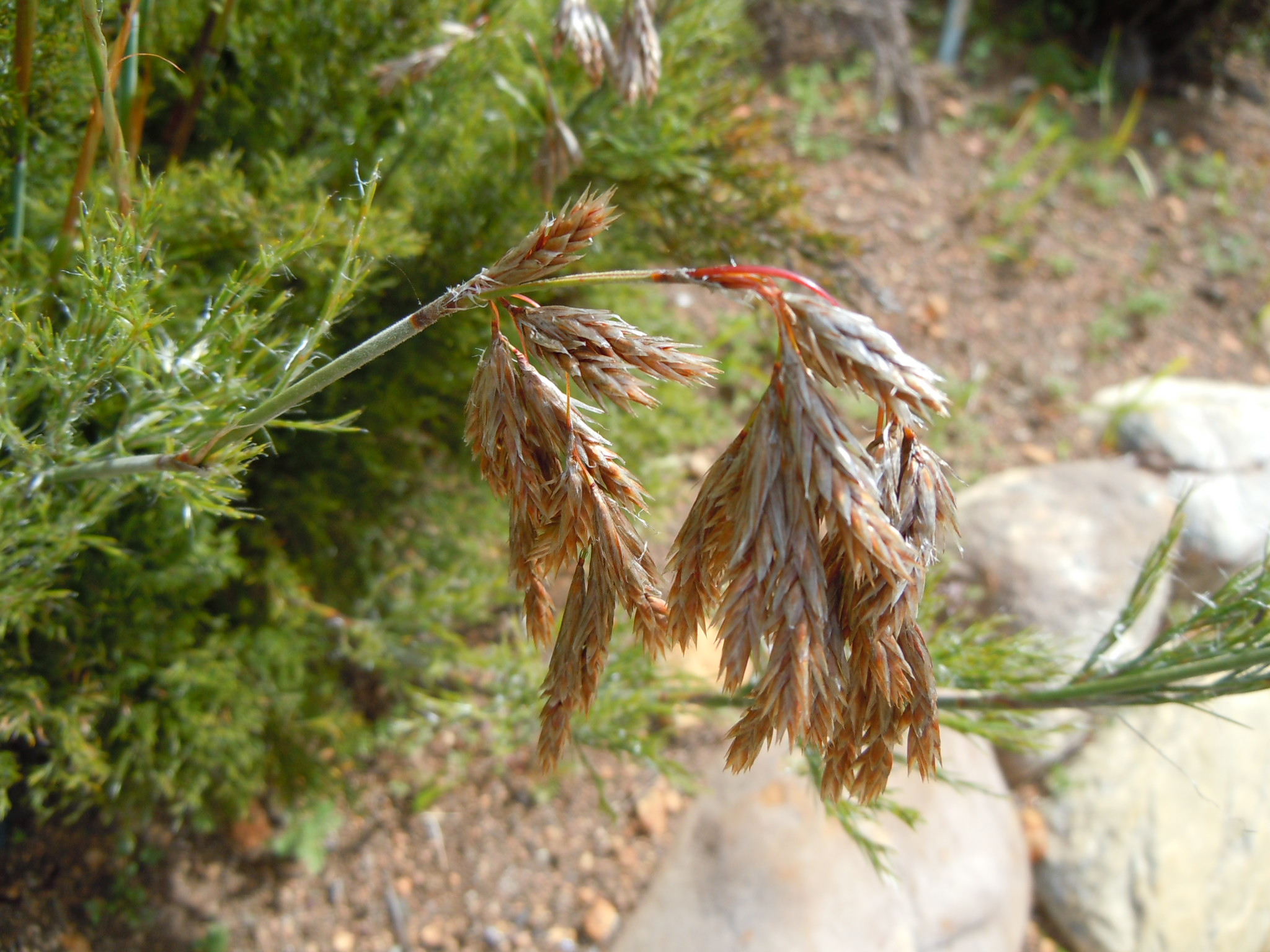